# 北浦町宮野浦
北浦町宮野浦（きたうらまちみやのうら）は、宮崎県延岡市の町名である。2025年１月1日現在、人口437人（男222人、女215人）、世帯260世帯である。郵便番号は、889-0303である。

## 地理
延岡市の北東部、旧北浦町の東部、古江港を形成する半島の先端に位置する。宮野浦地区の1地区からなる。
北浦町市振と接する。

## 歴史

### 沿革
- 1889年5月1日 - 町村制施行により、東臼杵郡北浦村設置。
- 1972年11月1日 - 単独町制施行。東臼杵郡北浦町。北浦町大字宮野浦。
- 2007年3月31日 - 北川町が延岡市に編入。「きたうらちょう」から「きたうらまち」に読みが変更。延岡市北浦町宮野浦。
- 2013年 - 北浦小学校宮野浦分校が廃止

## 小・中学校の学区
公立小・中学校の通学域は以下の通り。
小学校
- 延岡市立北浦小学校

中学校
- 延岡市立北浦中学校

## 施設
- 北浦漁港（古江港）